# Malambo
Malambo är en kommun och stad i norra Colombia i departementet Atlántico. Den ligger söder om Barranquilla, längs Magdalenafloden, och ingår i dess storstadsområde. Antalet invånare i kommunen är 101 280.